# Kriket
Kriket (engleski: cricket) sport je u kojemu se loptica udara palicom ili batom, sličan bejzbolu. Globalno gledano, kriket je drugi najveći šport na svijetu.
Igra se na većem travnjaku (najmanje 60 m × 80 m) s ucrtanim poljem (približno 20 m × 3 m), bez vremenskog ograničenja.
Kriket je najpopularniji u zemljama bivšeg Britanskog Carstva, tj. Ujedinjenom Kraljevstvu i članicama Commonwealtha. Prvi kriket klub osnovan je 1666. u engleskom gradiću St. Albansu. Najuspješnija reprezentacija međunarodnog kriketa je Australija koja je osvojila sedam jednodnevnih međunarodnih trofeja, uključujući pet Svjetskih prvanstava, više od bilo koje druge zemlje i bila je najviše ocijenjena Test strana više od bilo koje druge zemlje.
Postoje različiti formati u rasponu od Twenty20, koji se igra nekoliko sati s tim da se svako kolo sastoji od 20 serija, do Test utakmica, koji se igraju pet dana s neograničenim preokretima, a momčadi svaka udarajući po dva kola neograničene dužine.

## Pravila
I) Korištena bijela lopta. Bijele lopte se uglavnom koriste u kriketu s ograničenim brojem serija, posebno u utakmicama koje se igraju noću, ispod reflektora (lijevo).

Kriket je igra koju igraju dvije jedanaesteročlane momčadi. Momčadi se smjenjuju u ulozi udarača (engl. batter) i čuvara polja (engl. bowler). Tijekom svakog kola (engl. innings) udaračka strana nastoji osvojiti bodove trčanjem između vrata; čuvari polja nastoje srušiti vrata. Koliko puta pretrče udaljenost između vrata, toliko bodova osvajaju za svoju ekipu. Nakon što je svih 11 igrača jedne ekipe sudjelovalo u igri kao udarači, uloge ekipa se mijenjaju.
Svi ostali igrači iz udaračke ekipe se u kolu nalaze izvan terena i ulaze u igru tek kad jedan od udarača „ispadne“.
Bacač ekipe u polju baca ukupno šest lopti (to se zove serija) s jedne strane terena udaraču koji se nalazi na drugoj strani trkališta. Iza njega i njegovih vrata stoji čuvar vrata koji kao jedini iz svoje momčadi ima pravo nositi rukavice za hvatanje. Ostalih devet igrača tima u polju su raspoređeni po cijelom igralištu.
Na kraju trkališta na kojem se baca lopta stoji jedan od dvoje sudaca; drugi se nalazi u blizini udarača, ali udaljen otprilike 20 metara.
Nakon svake serije dolazi do promjene bacača i lopta se baca s druge strane terena.
Utakmica se sastoji od jednog ili dva kola za svaku stranu. Igra se isključivo ljeti i to po suhim vremenskim uvjetima.

## Rezultat
Kriket ima posebnost da igra može završiti na četiri različita načina, a rezultat igre može se navesti na dva načina. Rezultat u igri kriketa može biti "pobjeda" za jednu od dvije momčadi koja igraju, "remi" ili "neodlučeno".

## Kriket u Hrvatskoj
Kriket su na Visu igrali engleski vojnici prije gotovo dvije stotine godina, a prije stotinjak godina pokušao ga je udomaćiti Franjo Bučar, ali se igra tada održala samo nekoliko godina. U Hrvatskoj postoje 3 kriket kluba (u Zagrebu, Splitu i na Visu). Od 2004. postoji i Hrvatski kriket savez. Hrvatska kriket reprezentacija djeluje od 2000.

## Oprema
Igrači po tradiciji nose bijele ili svijetle košulje, hlače i đemper. Odjeća u boji nosi se na nekim jednodnevnim utakmicama.  

## Povijest
Kriket se počeo igrati u Engleskoj u 16.st. Izvorno se zvao creckett. 1900. se igrao na Ljetnim Olimpijskim igrama u Parizu. Međunarodno Kriket Vijeće je osnovano 1909. Kriket je ušao u novu eru 1963. kada su engleske grofovije uvele varijantu kriketa s ograničenim brojem overa, a u 21. stoljeću, novi je ograničeni oblik, Twenty20, odmah postao popularan.

## Poveznice
- Svjetski kup u kriketu
- prvenstvo Hrvatske u kriketu
- Kriket na Olimpijskim igrama

## Vanjske poveznice
- Hrvatski kriket savez
- http://www.icc-cricket.com/cricket-world-cup  Arhivirana inačica izvorne stranice od 14. siječnja 2019. (Wayback Machine)
- Kriket, Sportski leksikon, LZMK, 1984.